# Sinusintegraal
De sinusintegraal is in de wiskunde de functie Si gedefinieerd als de integraal:
{\displaystyle {\rm {{Si}(x)=\int _{0}^{x}{\frac {sin(t)}{t}}\ {\rm {d}}t}}}
De sinusintegraal kan niet in elementaire functies worden uitgedrukt, maar de waarden ervan zijn beschikbaar in tabellen of via numerieke benaderingen. 
De sinusintegraal heeft de volgende reeksontwikkeling:
{\displaystyle {\rm {{Si}(x)=x-{\frac {x^{3}}{3!\cdot 3}}+{\frac {x^{5}}{5!\cdot 5}}-{\frac {x^{7}}{7!\cdot 7}}+\ldots =\sum _{k=0}^{\infty }{\frac {(-1)^{k}}{(2k+1)!\cdot (2k+1)}}x^{2k+1}}}}
Er bestaat ook een cosinusintegraal.